# Bagamoyo
Bagamoyo est une ville de Tanzanie située au bord de l'océan Indien, à 350 km à l'est de la capitale Dodoma, face à l’île principale de l'archipel de Zanzibar. Chargée d'histoire, ancien haut lieu de la traite négrière, ancienne capitale de l'Afrique orientale allemande, elle est dotée d'un patrimoine architectural unique — quoique menacé d'abandon — et mise sur le tourisme culturel, mais également balnéaire. C'est la capitale du district du même nom, dans la région de Pwani.

## Géographie

### Relief
Dans la région de Dar es Salaam, une petite plaine littorale, qui s'élargit vers le nord jusqu'à près de 10 à 15 km autour de Bagamoyo, est bordée par un relief de collines de 100 à 150 m de hauteur.

### Climat
Bagamoyo est dotée d'un climat tropical de type Aw selon la classification de Köppen, avec une température annuelle moyenne de 26,6 °C et des précipitations d'environ 1 015 mm par an, plus importantes en été qu'en hiver.

### Population
En 1880, le nombre de résidents permanents était estimé à 5 000, auxquels s'ajoutait une importante population itinérante temporairement installée à l'extérieur de la ville dans des campements précaires. Pour la seule année 1889, 1 305 caravanes, accompagnées de 41 144 personnes, sont parties de Bagamoyo vers l'intérieur des terres.
La ville connaît un déclin au tournant du XXe siècle, dû en grande partie à une mutation profonde des moyens de transport, l'arrivée du chemin de fer dans le pays — mais n'allant pas jusqu'à Bagamoyo — et l'essor du port de Dar es Salaam. C'est désormais une petite ville.
Lors du recensement de 1948, Bagamoyo compte 4 163 habitants. Lors du recensement suivant, en 1957, ce chiffre baisse, passant à 3 861. Le découpage électoral change en 1967, puis en 1978, et ne permet plus les mêmes comparaisons. Les recensements de 1988, 2002 et 2012 prennent en compte de nouvelles modifications et créations. Les résultats sont donnés par régions, districts et wards. Lors du recensement de 2012, on dénombre 311 740 habitants dans le district de Bagamoyo.
Du fait des mouvements migratoires, on observe une grande diversité de populations, dont les Kwere, les Zaramo, les Zigua, les Doe (en) et les Maasaï.

## Histoire

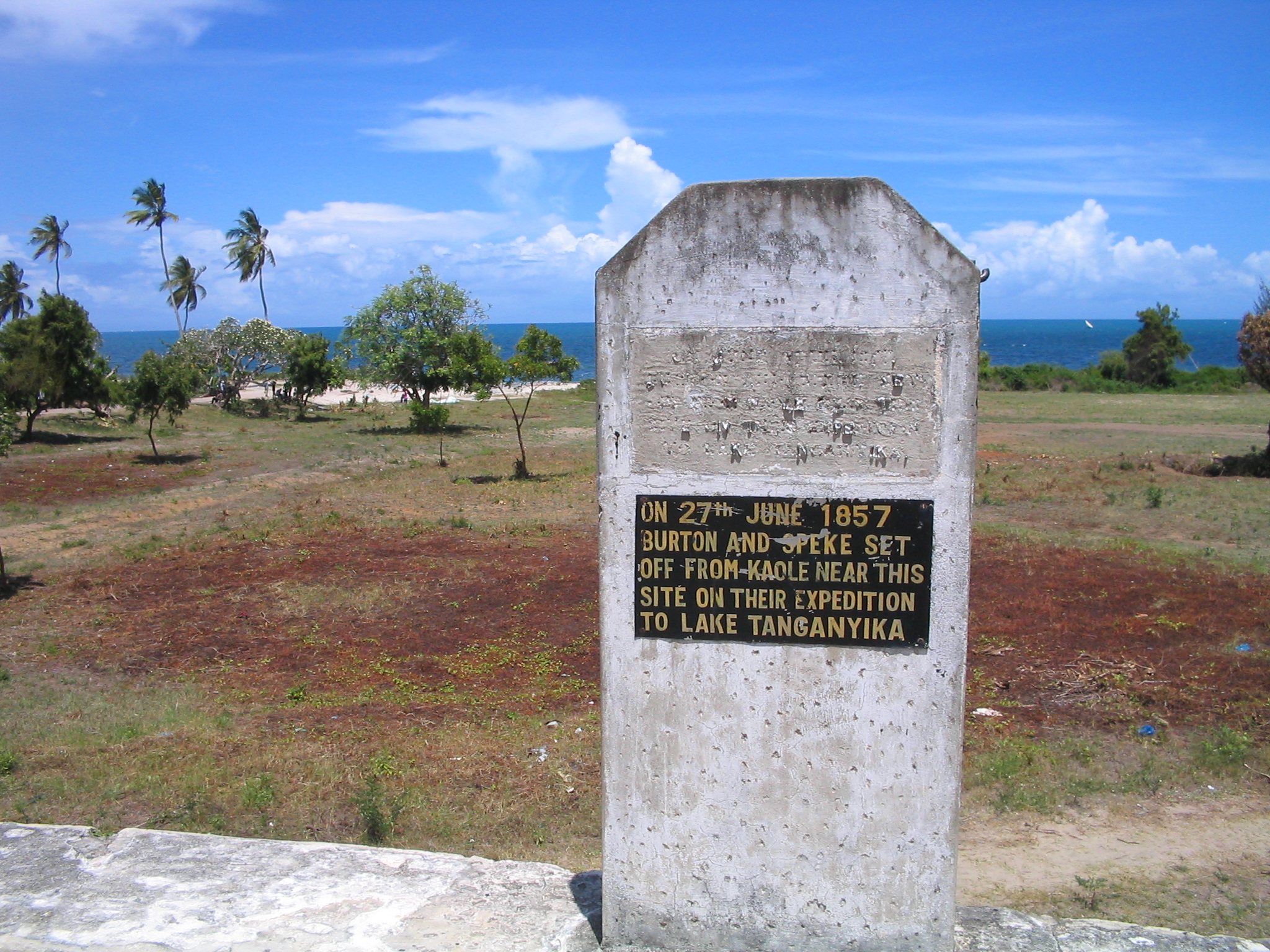
Plaque commémorant le départ de l'expédition de Burton et Speke en 1857.

Elle fut fondée à la fin du XVIIIe siècle et devint une importante place de transit d'ivoire, coprah et d'esclaves qui ont été embarqués sur l'île de Zanzibar, et l'un des plus importants relais du commerce maritime dans l'Océan Indien.
En 1840, quand le sultan d'Oman, Said bin Sultan Al-Busaid, transfère sa capitale de Mascate à Zanzibar, elle devient la porte à l'intérieur du continent.
Les musulmans cèdent en 1868 de terres au nord de la ville à la congrégation du Saint-Esprit pour l'installation de la première mission catholique de l'Afrique de l'Est.
Des nombreuses expéditions pour la découverte de l'intérieur de l'Afrique ou bien de la recherche des sources du Nil sont parties de Bagamoyo. Par exemple : Richard Brenner, Richard Francis Burton, John Hanning Speke, Henry Morton Stanley, Franz Stuhlmann, le futur Général Jacques de Dixmude, Emin Pacha et August Schynse, ou encore James Augustus Grant et Friedrich Bohndorff.
De 1886 à 1891, elle fut la capitale de la colonie de l'Afrique orientale allemande, avant que le siège ne soit transféré à Dar es Salam.
Au début du XXe siècle, le photographe allemand Walther Dobbertin séjourne en Afrique orientale allemande et notamment à Bagamoyo où il prend, vers 1910, une série de clichés, conservés par les Archives fédérales allemandes.

Photos de Walther Dobbertin.
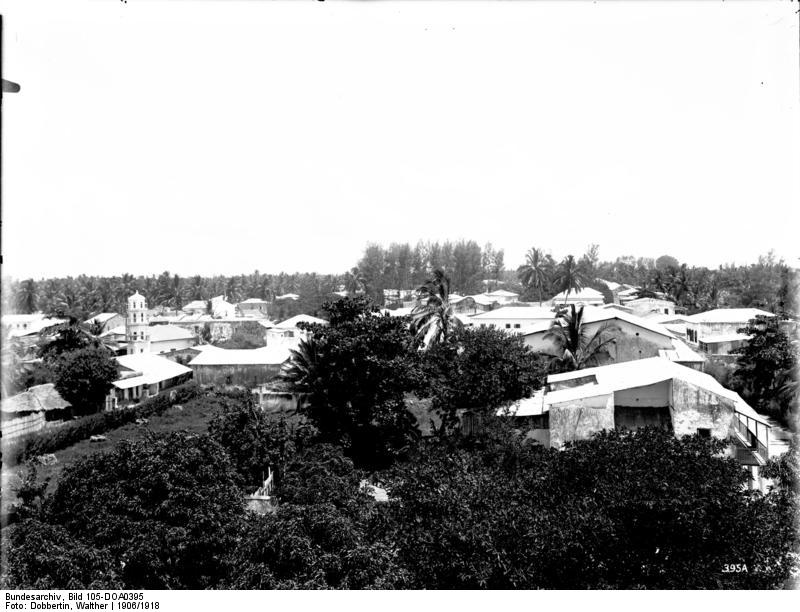
Vue générale.
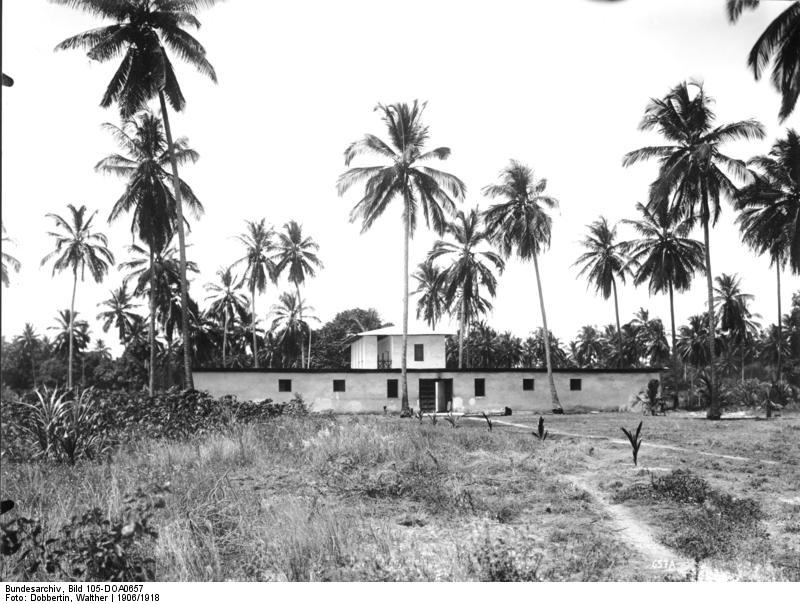
Caravansérail.
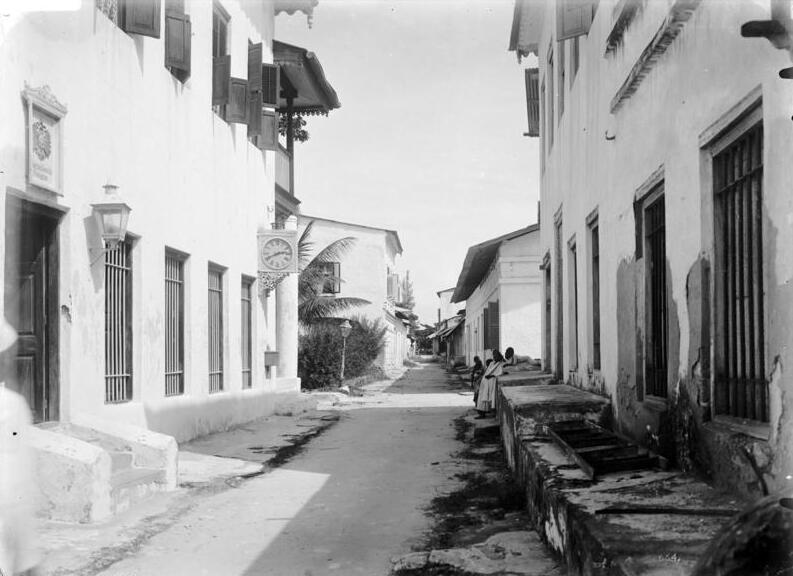
Rue de la Poste.
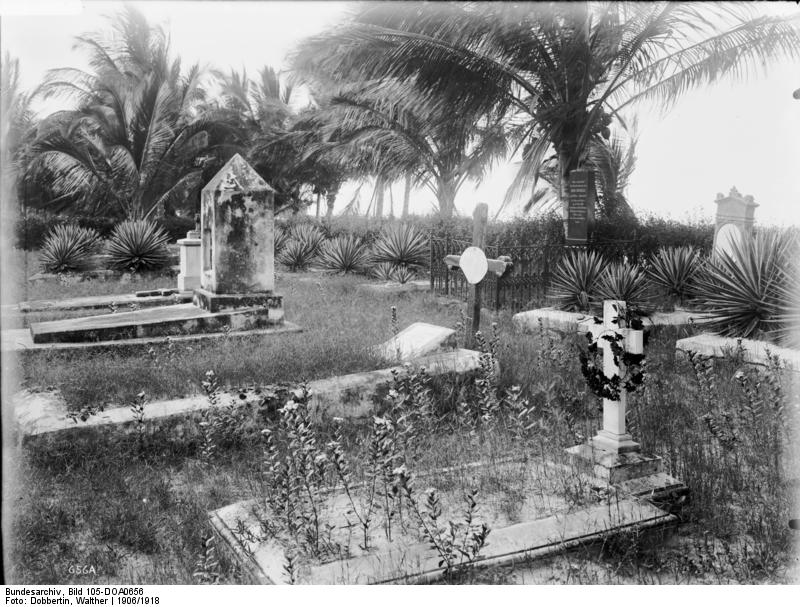
Cimetière.
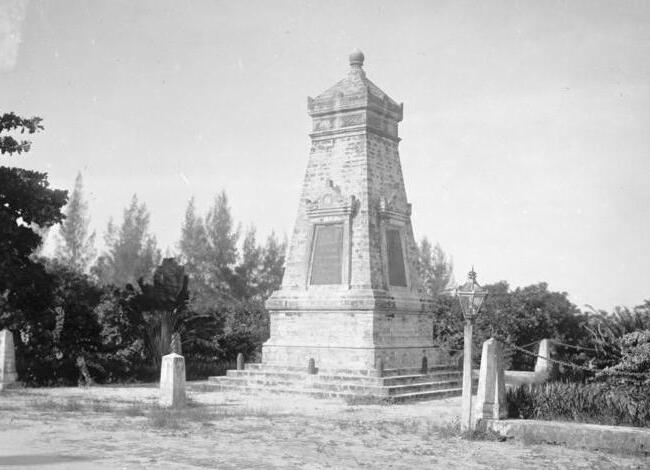
Monument à la mémoire de Hermann von Wissmann.
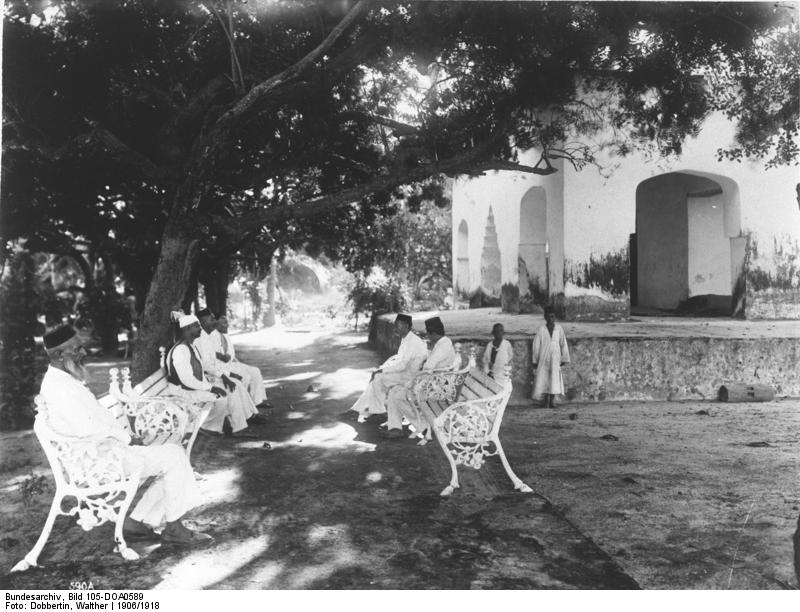
Jardin de la mosquée.

## Économie

### Activités maritimes
Outre une agriculture principalement de subsistance et un peu d'élevage, la pêche, majoritairement artisanale, également pratiquée dans les estuaires du Wami et du Ruvu, constitue une activité centrale. La mariculture est axée sur les algues et les crustacés, en particulier des espèces de crevettes de la famille des Penaeidae, abondantes dans les eaux côtières de Bagamoyo et dans l'estuaire du Ruvu. La plus répandue est la crevette blanche des Indes (Fenneropenaeus indicus), particulièrement pendant la saison des pluies. Les crevettes font partie des spécialités proposées dans les restaurants de la localité.

L'écosystème des mangroves proches est également propice à la production de sel et à d'autres activités connexes.

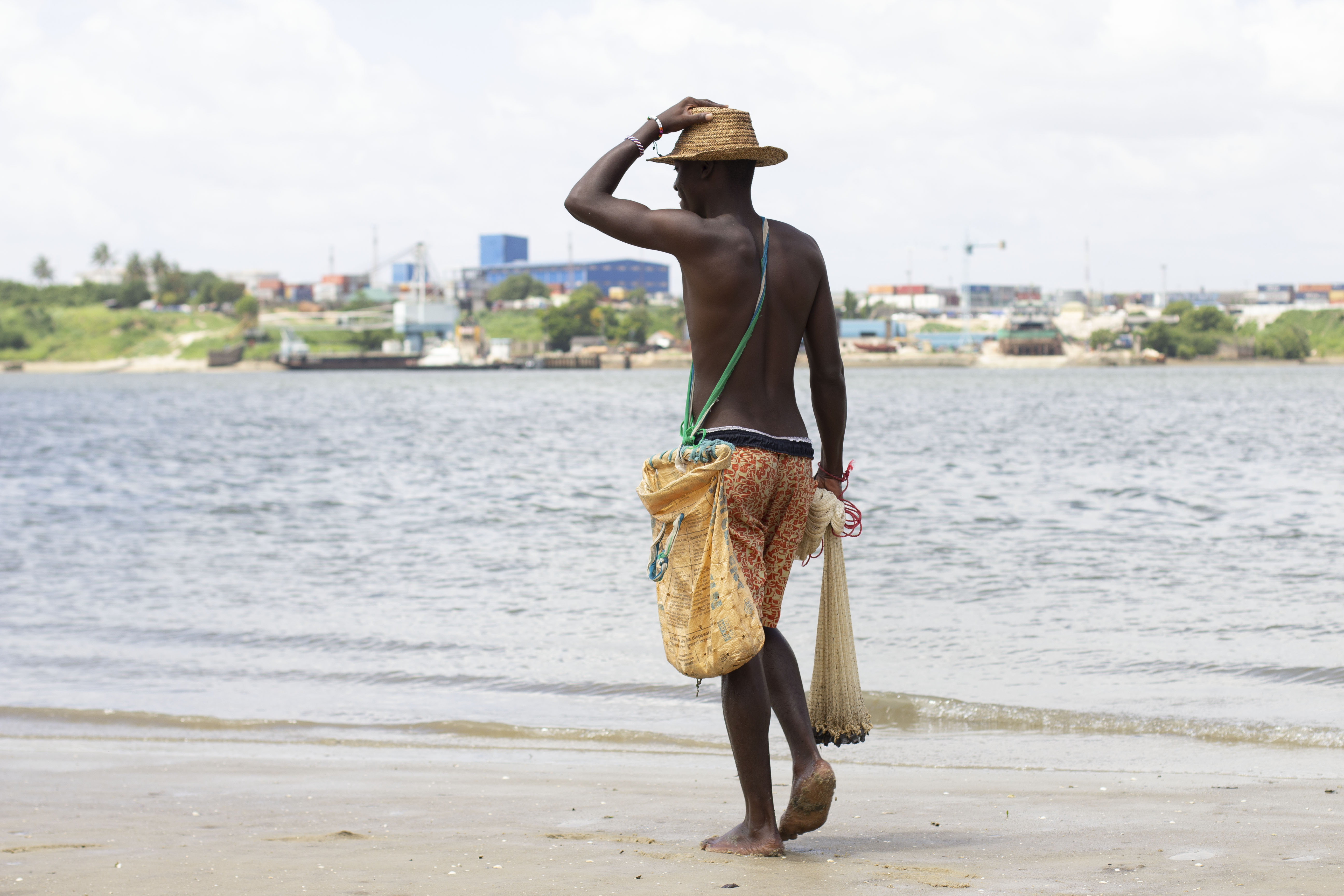
Pêche artisanale.
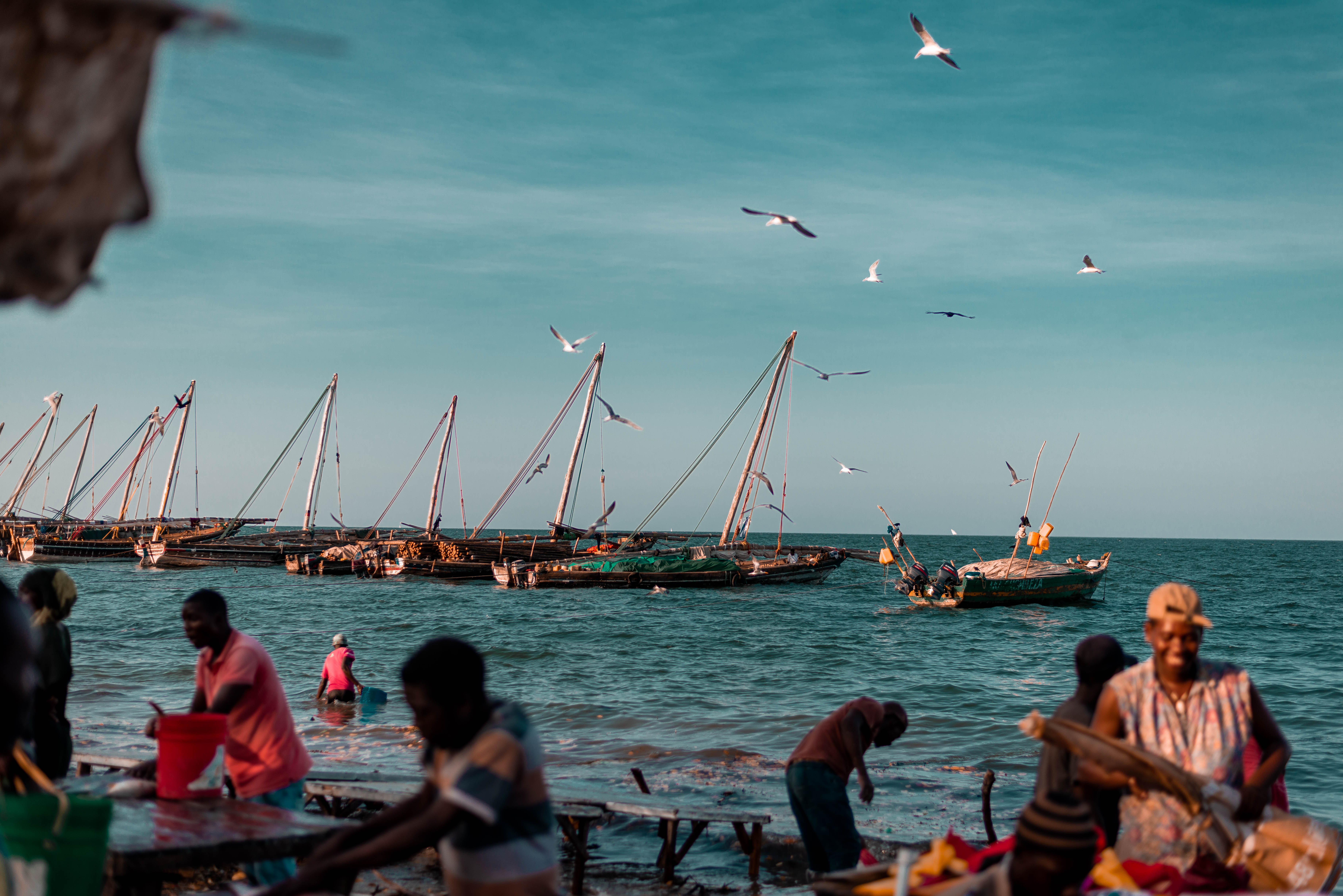
Bateaux de pêche.
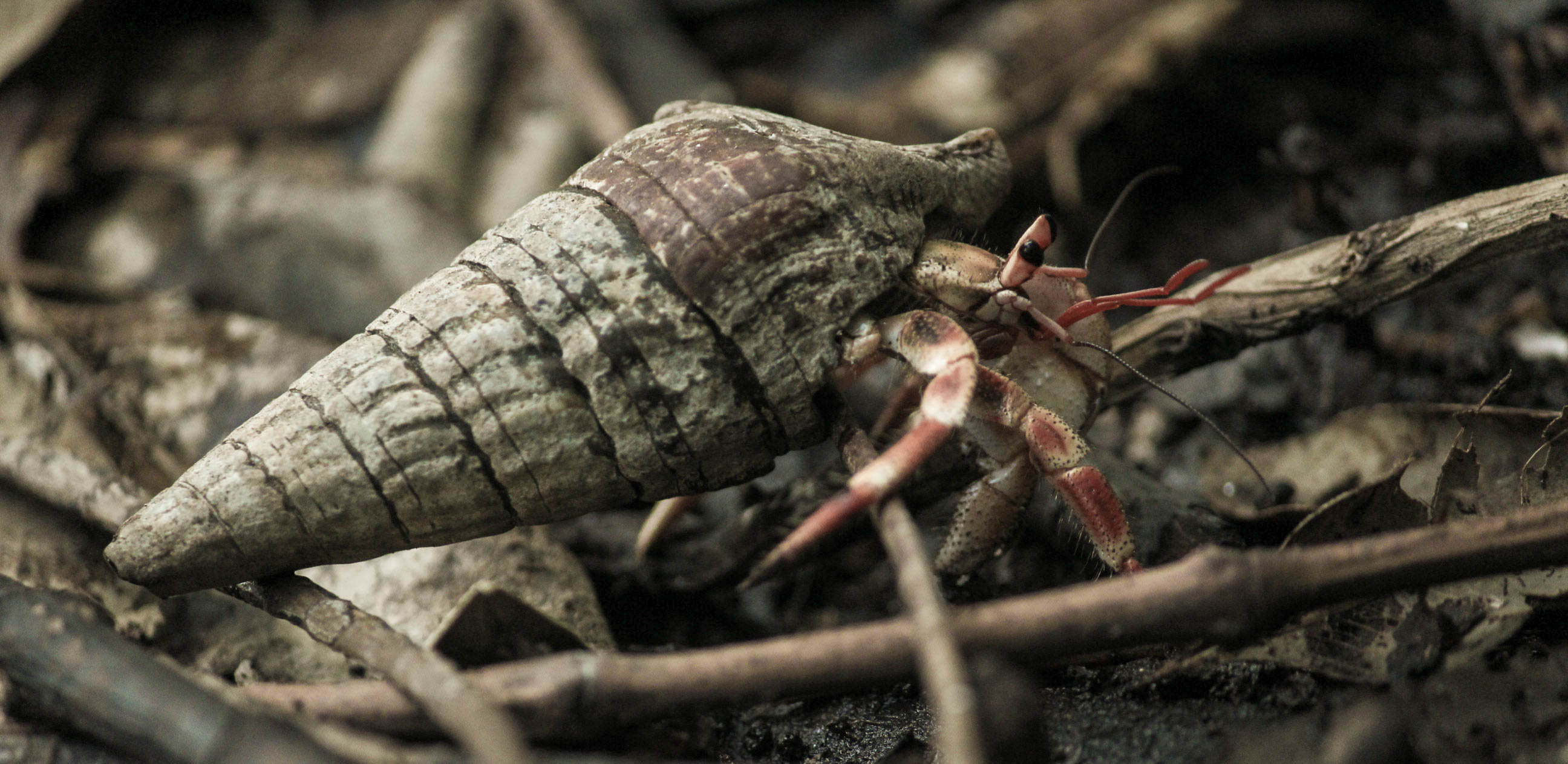
Crustacés.
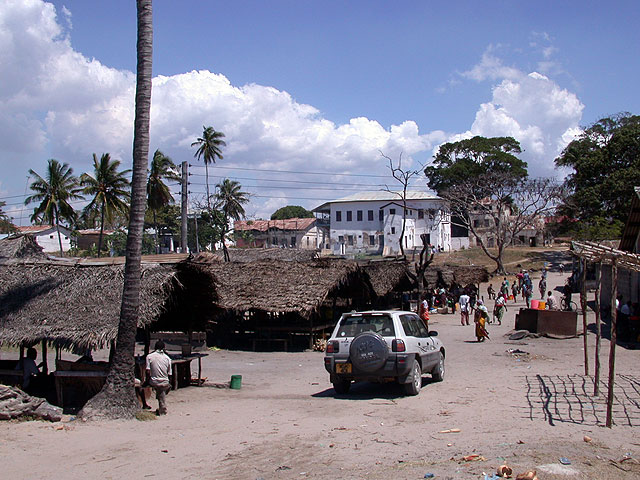
Marché aux poissons.
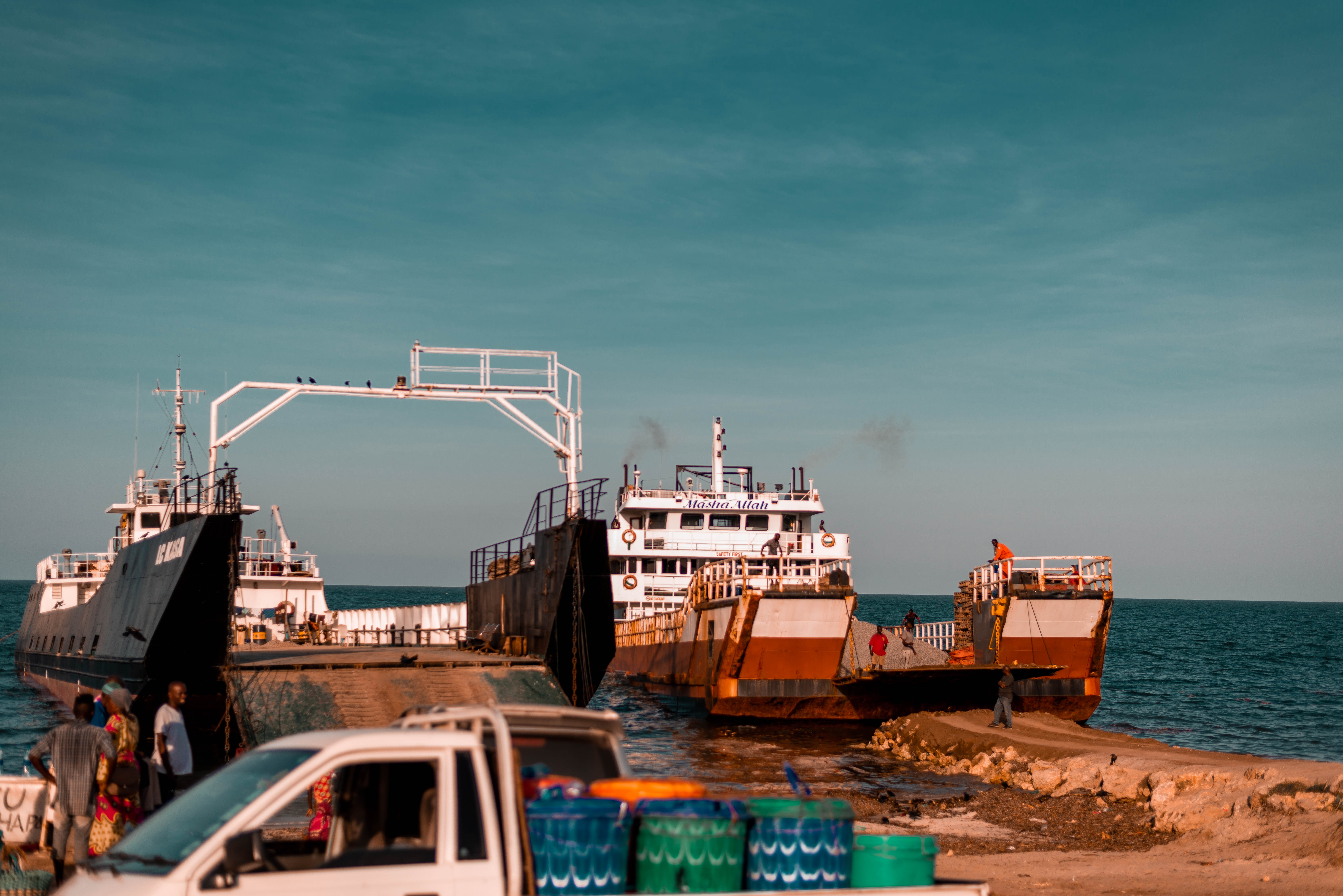
Ferries.

### Port
Au milieu des années 1880, Bagamoyo était devenue une cité portuaire florissante. Sa proximité avec Zanzibar en faisait une étape logique pour les caravanes. Contrairement aux ports voisins, elle était entourée de terres fertiles et suffisamment proche de la rivière Kingani où l'on cultivait le riz, attirant ainsi les populations de l'arrière-pays menacées par la famine.
Au XXIe siècle, de grands espoirs ont été fondés sur la construction d'un nouveau grand port à Bagamoyo (en), en partenariat avec la Chine. Signé en 2013 entre l'ancien président Jakaya Kikwete et le président chinois Xi Jinping lors de sa visite dans le pays, ce projet prévoit notamment : la liaison avec le port kényan de Mombasa situé à 300 km, une zone industrielle, la construction d’une route de 34 km reliant Bagamoyo à Mlandizi (sw) et d'une voie ferrée de 65 km reliant Bagamoyo au chemin de fer Tanzanie-Zambie (TAZARA). Il devait prendre environ 30 ans pour atteindre son plein potentiel et permettre de traiter vingt fois plus de marchandises que le port de Dar es Salaam. Cependant ces travaux sont bloqués en 2019, après un désaccord entre la Chine et la Tanzanie sur les conditions d’investissement dans les infrastructures.

### Commerce
Historiquement la ville s'est développée à partir du commerce des esclaves en Afrique de l'Est — dit « traite arabe » — et du commerce de l'ivoire. Le secteur marchand reste celui d'une petite ville, mais la vente de produits locaux aux touristes est à l'étude.

### Tourisme
Bagamoyo bénéficie en effet d'un patrimoine historique et culturel exceptionnel. Avec d'autres sites de Tanzanie — sous l'appellation commune « Route centrale des esclaves et du commerce de l'ivoire » —, elle fait acte de candidature auprès de l'Unesco en 2006 en vue d'une inscription sur la liste du patrimoine mondial. 
Pour attirer les visiteurs venus notamment de Dar es Salam, de nombreux hôtels ont été construits à proximité de la plage.

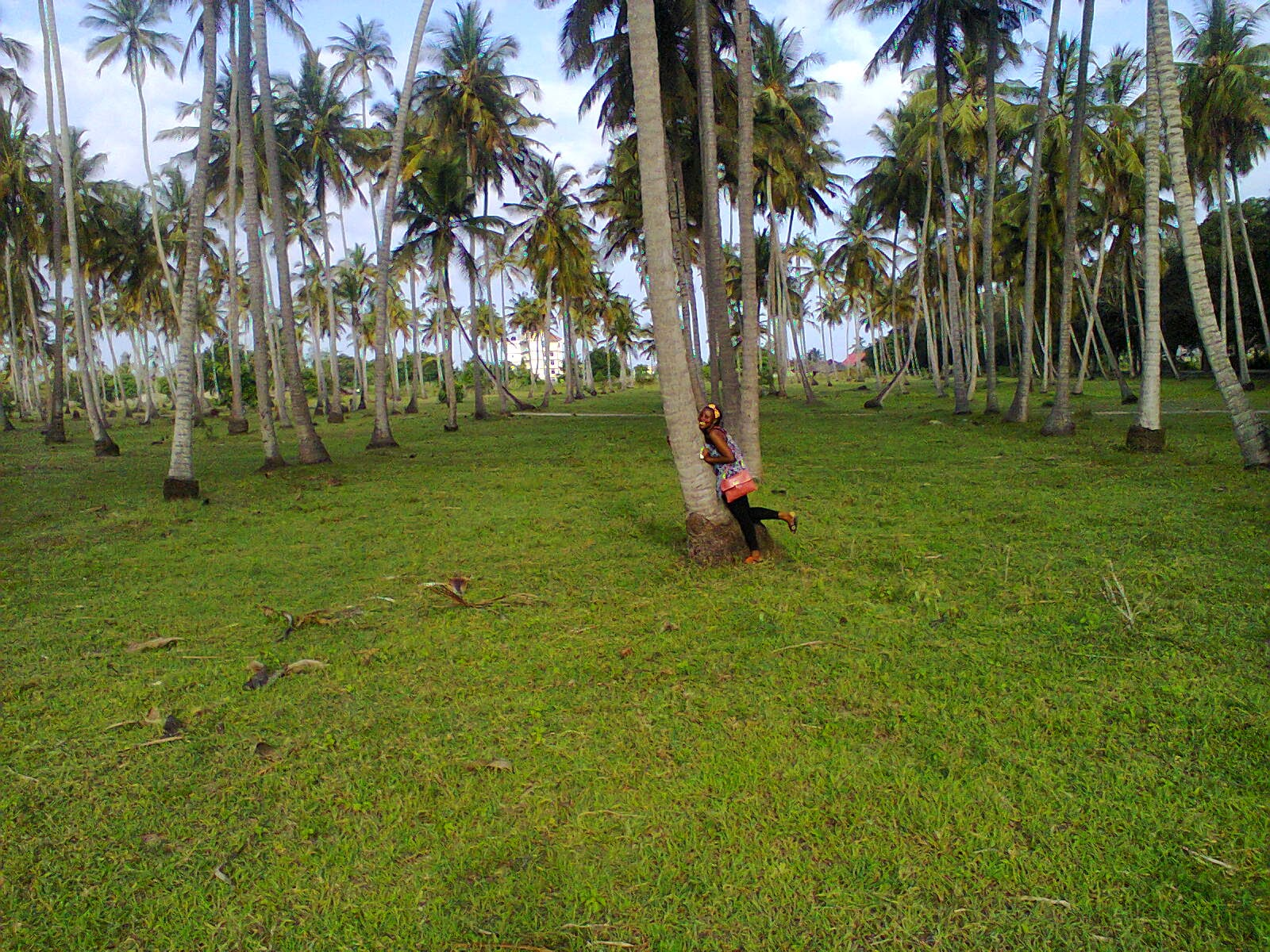
Cocotiers.
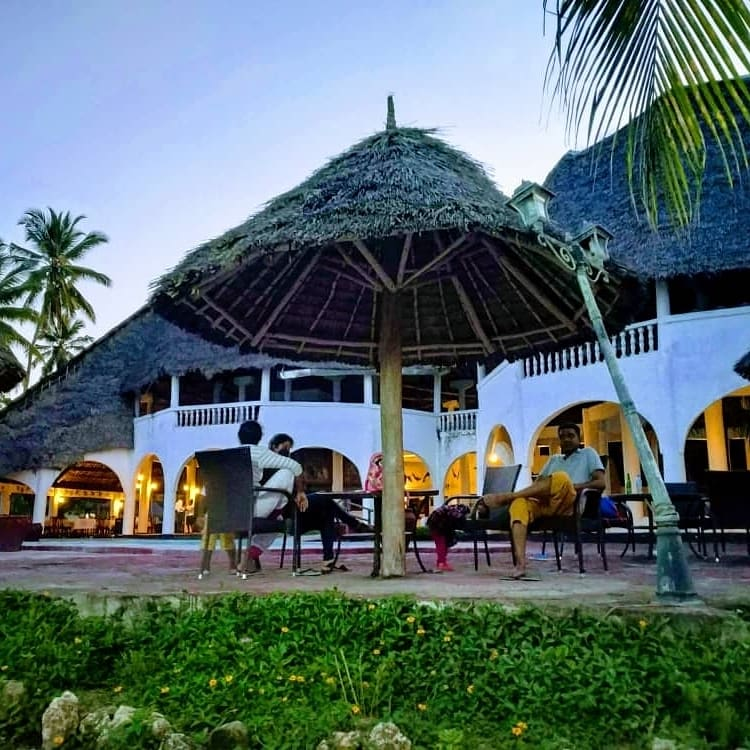
Terrasse d'hôtel.
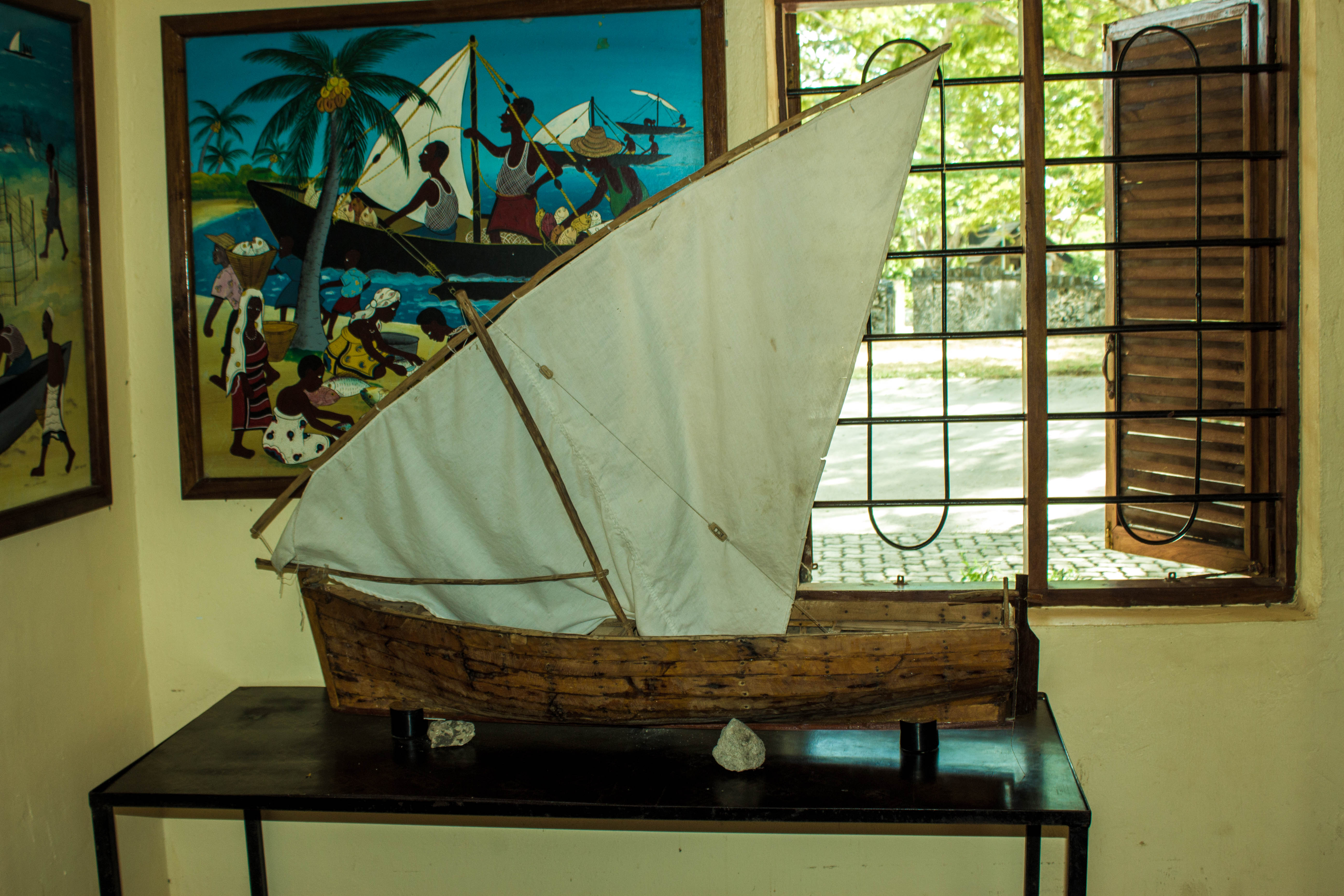
Artisanat.

### Transport
Bicyclettes et motocyclettes sont des moyens de transport très utilisés.

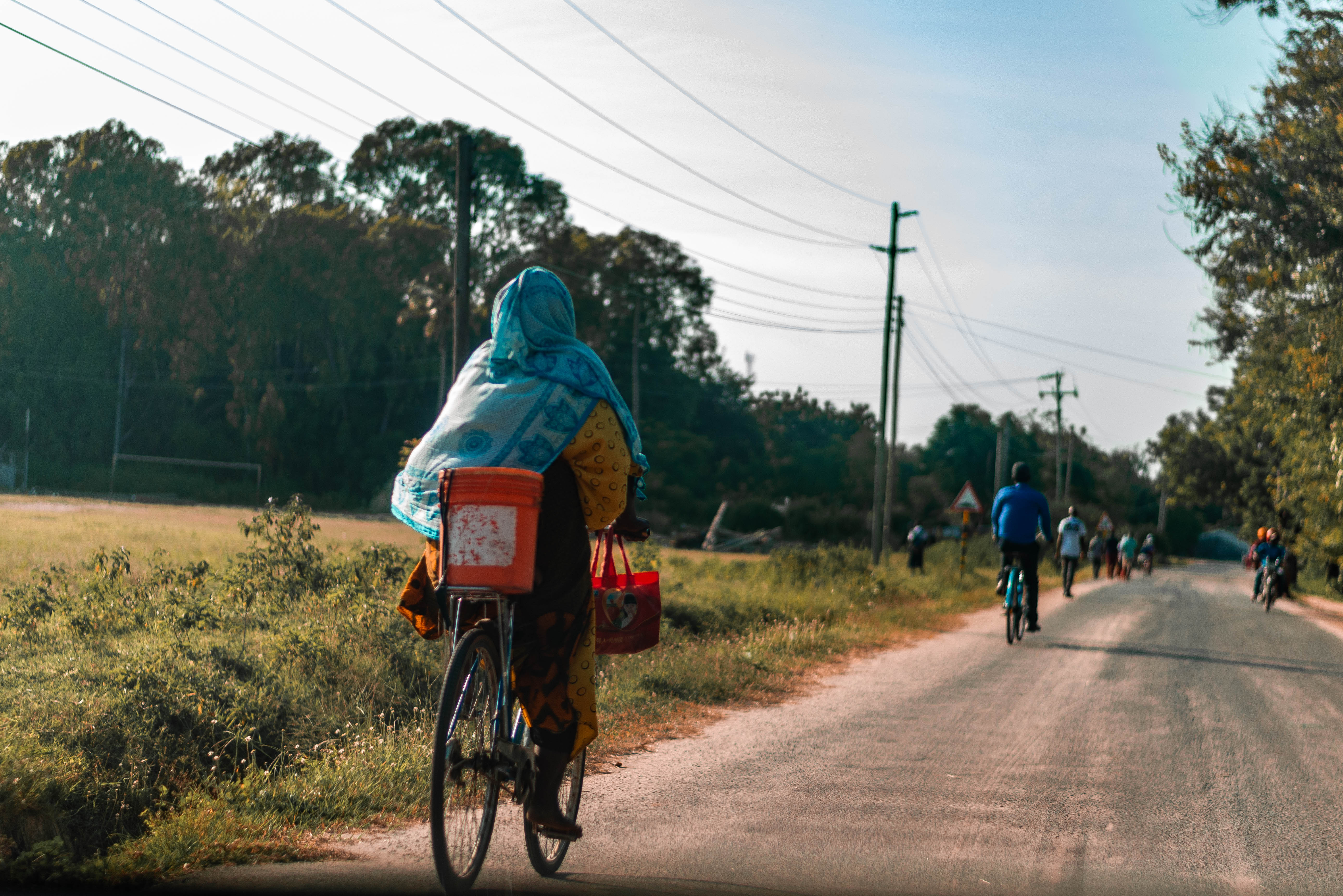
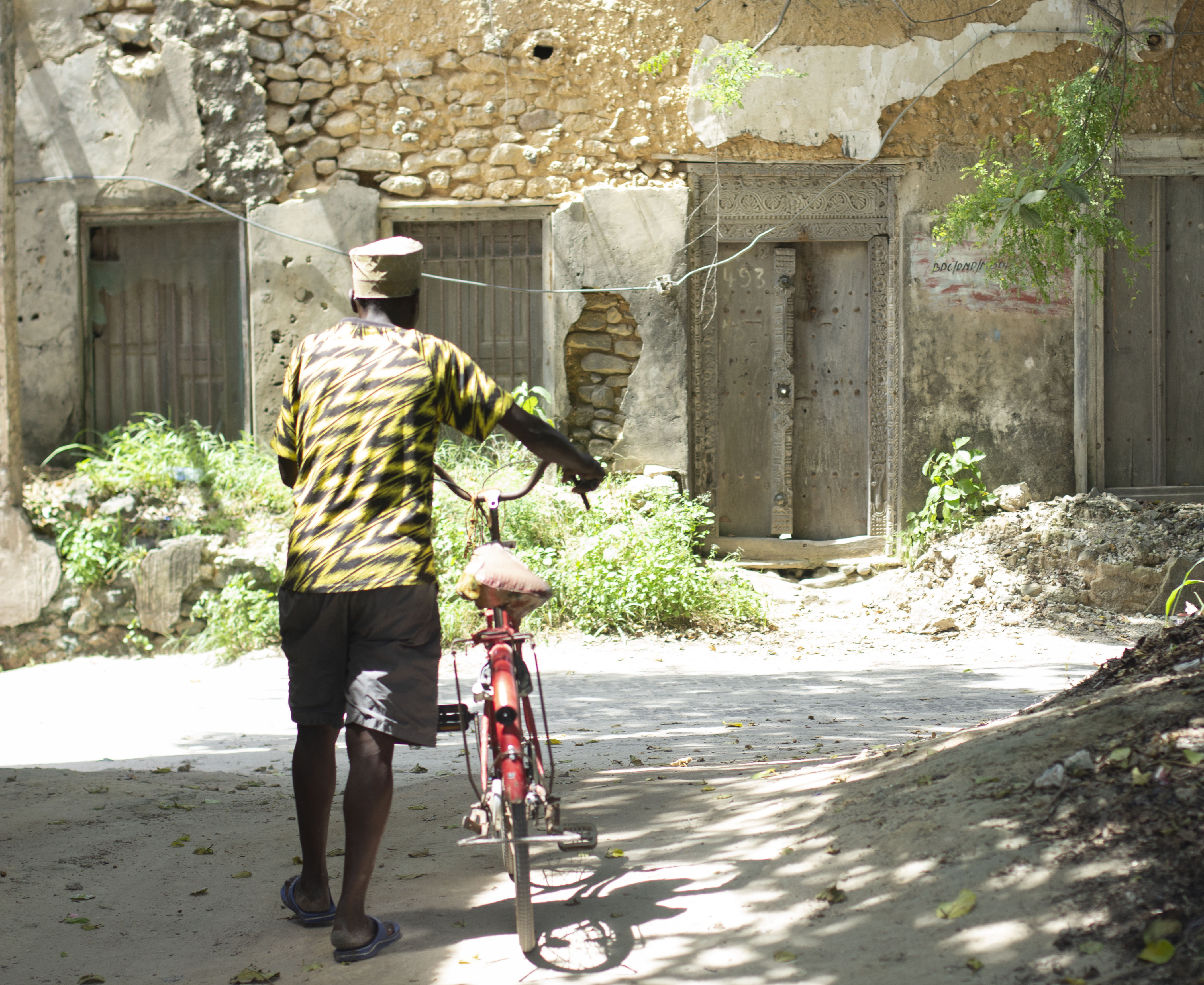
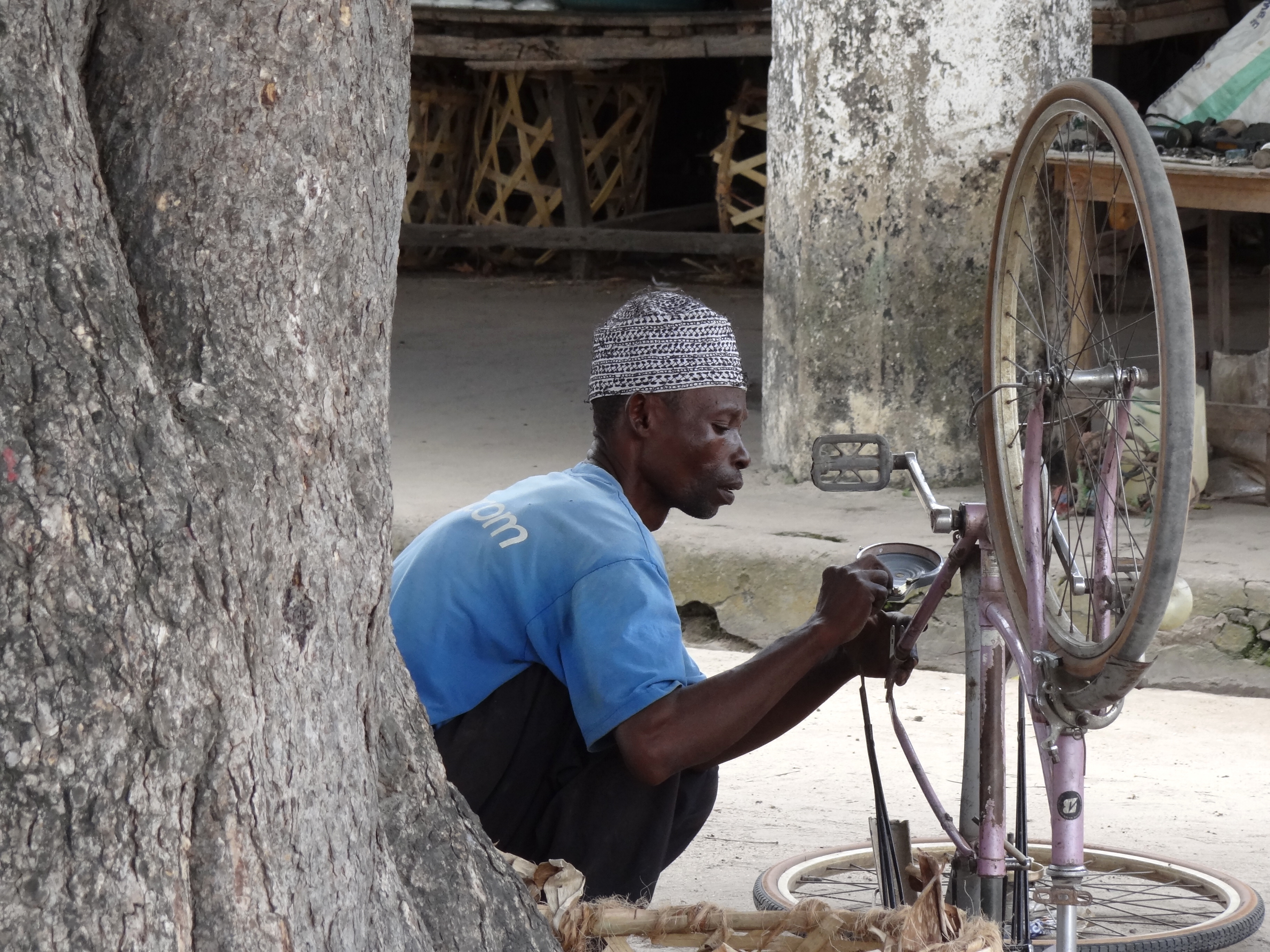
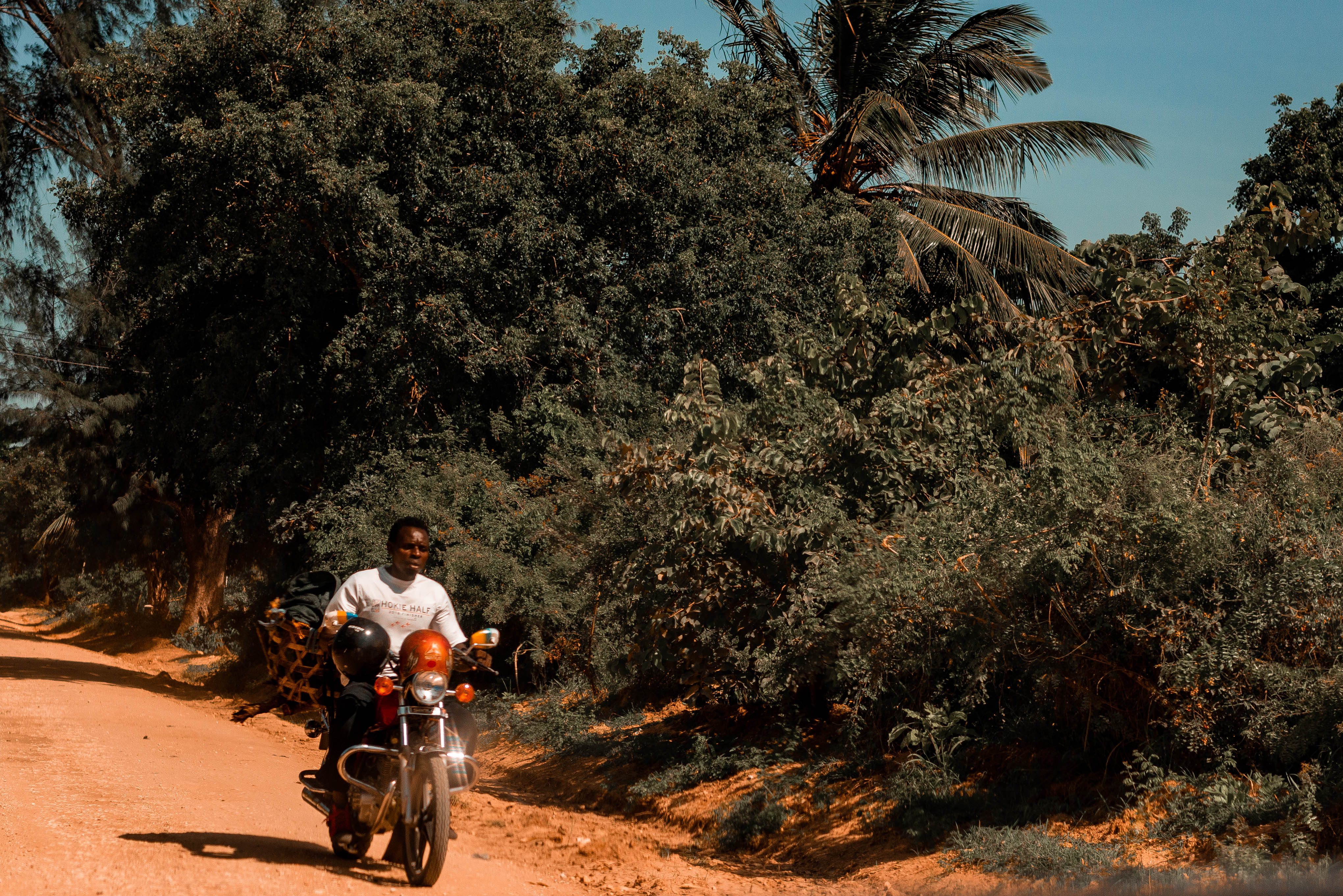
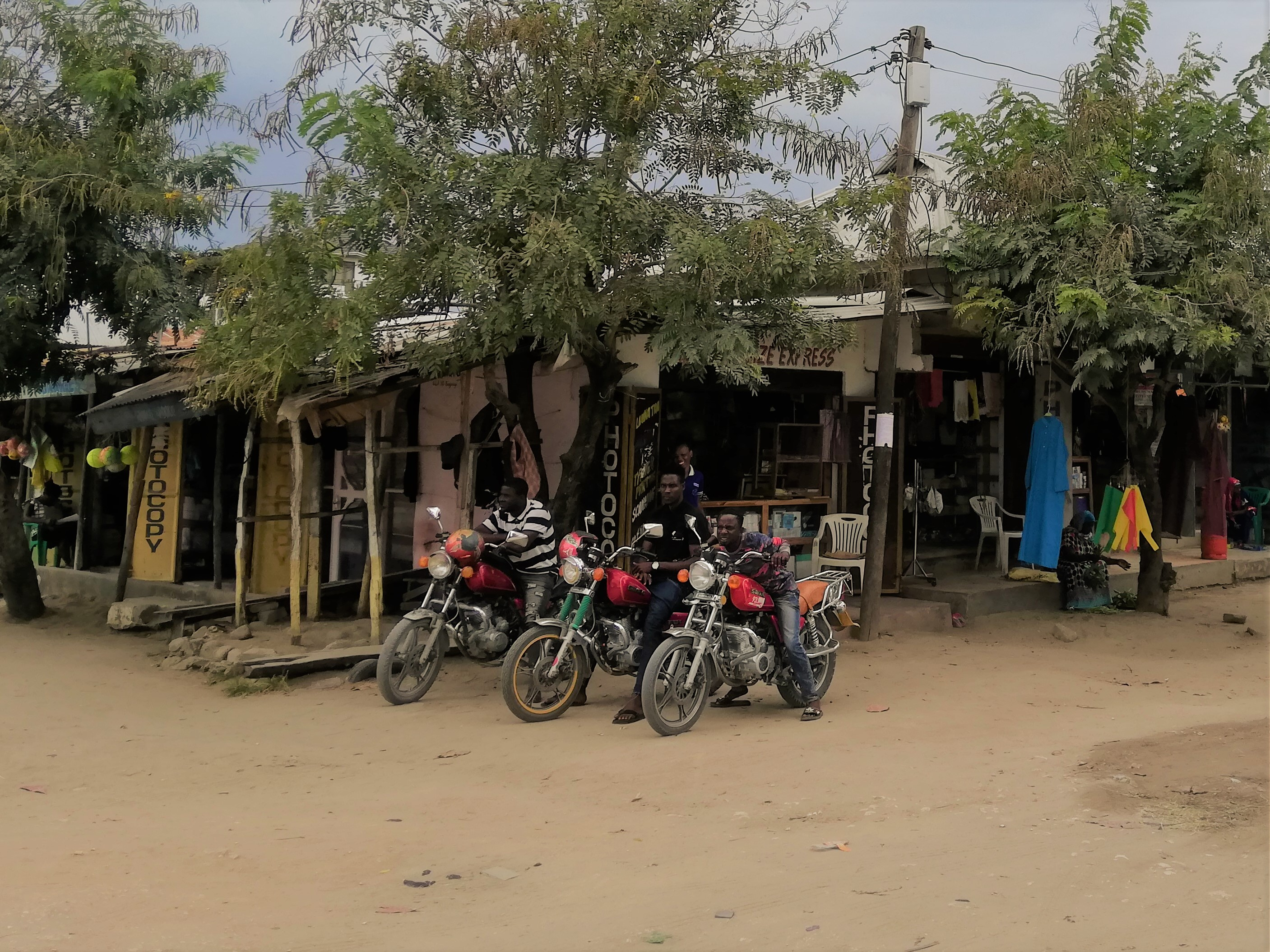

## Religions
Bagamoyo a d'abord été connue comme une ville arabe, les marchands d'esclaves y occupant une place de premier plan dans tous les domaines. L'islam était la religion dominante, le christianisme pratiquement inconnu. Il subsistait cependant quelques traces de croyances locales, notamment chez les Zaramo, les Luguru ou les Kutu (en). La pratique la plus notoire était le culte rendu à la divinité Kolelo.